# Atta Mohammad Noor

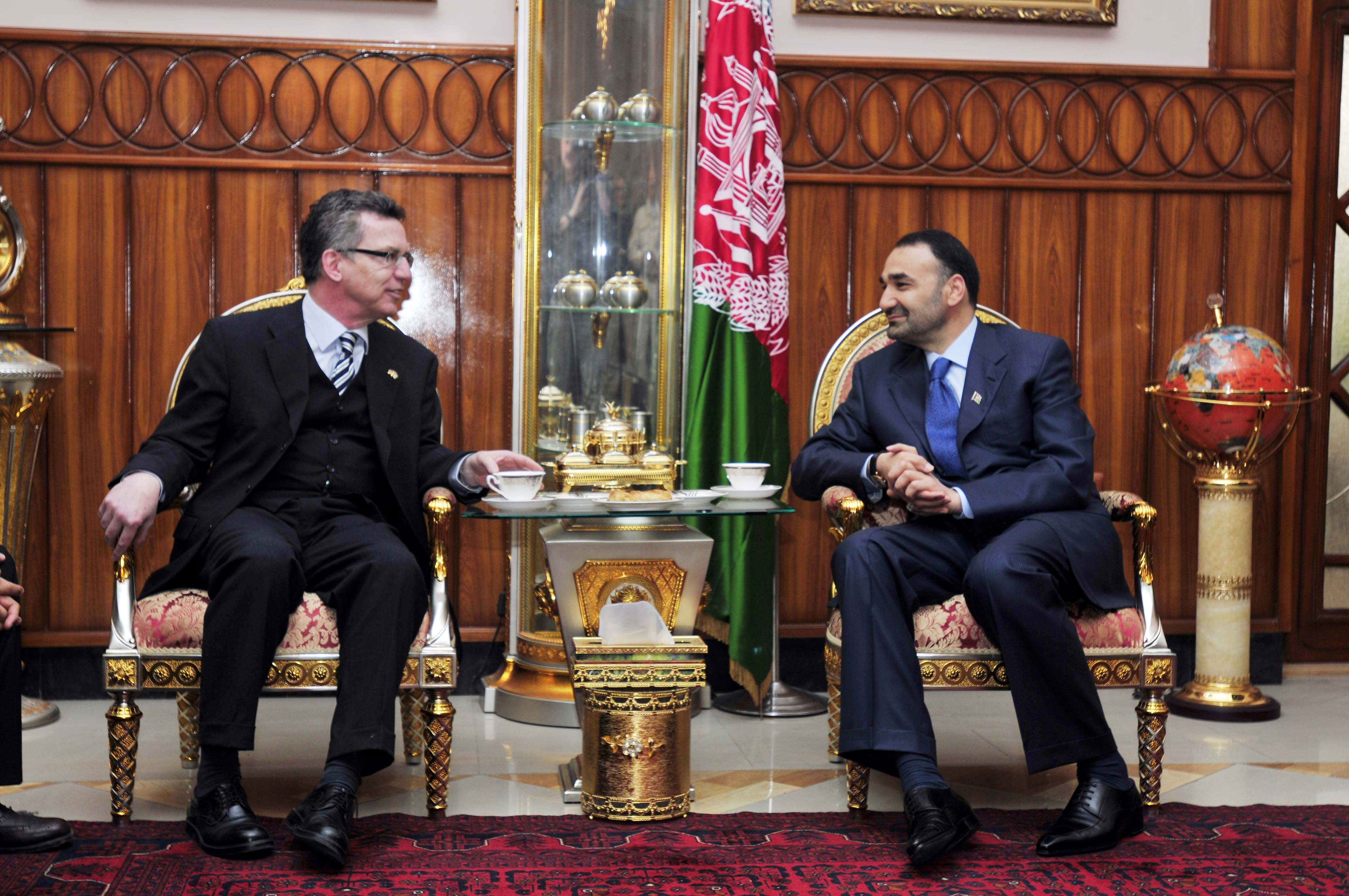
Atta Mohammad Noor gemeinsam mit dem damaligen deutschen Verteidigungsminister Thomas de Maizière (2010)

Atta Mohammad Noor (persisch عطا محمد نور, DMG ‘Attā Muḥammad-i Nūr; * ca. 1965) ist der Ex-Gouverneur der Provinz Balch in Afghanistan. Er wurde im Spätherbst 2004 von Staatspräsident Hamid Karzai auf seinen Posten erhoben und im Dezember 2017 durch Präsident Aschraf Ghani abgesetzt. Der tadschikische Atta steht in direktem Machtkampf mit dem usbekischen General Abdul Raschid Dostum.

## Leben
Nach der sowjetischen Invasion wurde er Instrukteur der Mudschaheddin und später einer der Kommandeure der Nordallianz.
Während seiner Amtszeit als Gouverneur wurde Atta vorgeworfen, wie ein Mafiaboss zu agieren und sich beim Wiederaufbau des Landes zu bereichern. Die Vorwürfe reichten von Unterdrückung unliebsamer Berichterstattung bis hin zu Geschäften, die er niederbrennen ließ.
Mitte August 2021 nahmen die Taliban bei ihrer landesweiten Offensive auch Masar-e Scharif ein. Zuvor hatten Milizionäre um Raschid Dostum und Atta Mohammad Noor den Taliban noch Widerstand geleistet. Nach dem Fall der Stadt an die Taliban flohen Dostum und Noor am 14. August über die nahe gelegene Grenze nach Usbekistan.